# Suero antilonómico
El suero antilonómico es un suero utilizado en el tratamiento de accidentes causados por la taturana (Lonomia obliqua) y producido por el Instituto Butantan, en Brasil.
Para la producción del suero antilonómico, el Instituto Butantan utiliza las orugas vivas, que son anestesiadas para conservar sus proteínas. Con el insecto anestesiado, las cerdas son retiradas con unas tijeras pequeñas y puntiagudas. Son las cerdas las que poseen la toxina utilizada en la producción del suero. Deben estar conservadas a una temperatura mínima de 0 °C, en hielo. Son necesarias 200 orugas para conseguir 50 ml de extracto bruto. Después de la obtención, el extracto es  dosificado y aplicado en caballos, siguiendo la misma metodología de la producción de otros sueros.